# 西沢立衛
西沢 立衛（にしざわ りゅうえ、1966年2月7日 - ）は、日本の建築家（一級建築士）。横浜国立大学大学院Y-GSA教授。（有）SANAA、（有）西沢立衛建築設計事務所代表。プリツカー賞、日本建築学会賞作品賞3度、吉岡賞他多数受賞。兄は同じく建築家の西沢大良。

## 略歴
- 1966年 東京都生まれ[1]。
- 1984年 東京都立府中高等学校卒業[2]。
- 1988年 横浜国立大学工学部建築学科卒業。
- 1990年 横浜国立大学大学院工学研究科計画建設学専攻修士課程修了。
- 1995年 妹島和世と共に（有）SANAA設立。
- 1997年 （有）西沢立衛建築設計事務所設立。
- 2001年 横浜国立大学大学院Y-GSA准教授。（2001年4月〜2010年9月）
- 2008年 日本建築学会賞作品部門審査員。
- 2010年 横浜国立大学大学院Y-GSA教授。（2010年10月〜）

## 受賞歴
- 1998年 日本建築学会賞作品賞（岐阜県立国際情報科学芸術アカデミー・マルチメディア工房）
- 1999年 第15回吉岡賞（ウィークエンドハウス）
- 2002年 アメリカ芸術文化アカデミー アーノルド・W・ブルンナー賞
- 2002年 ヴィンセント・スカモッツィ賞
- 2004年  イタリアベネツィア・ビエンナーレ第9回国際建築展 金獅子賞受賞。
- 2005年  スウェーデンショック賞(視覚芸術部門)
- 2005年 第46回毎日芸術賞（金沢21世紀美術館）
- 2006年 日本建築学会賞作品賞（金沢21世紀美術館）
- 2010年 プリツカー賞
- 2012年 村野藤吾賞（豊島美術館）
- 2012年 日本建築学会賞作品賞（豊島美術館）

## 主な作品

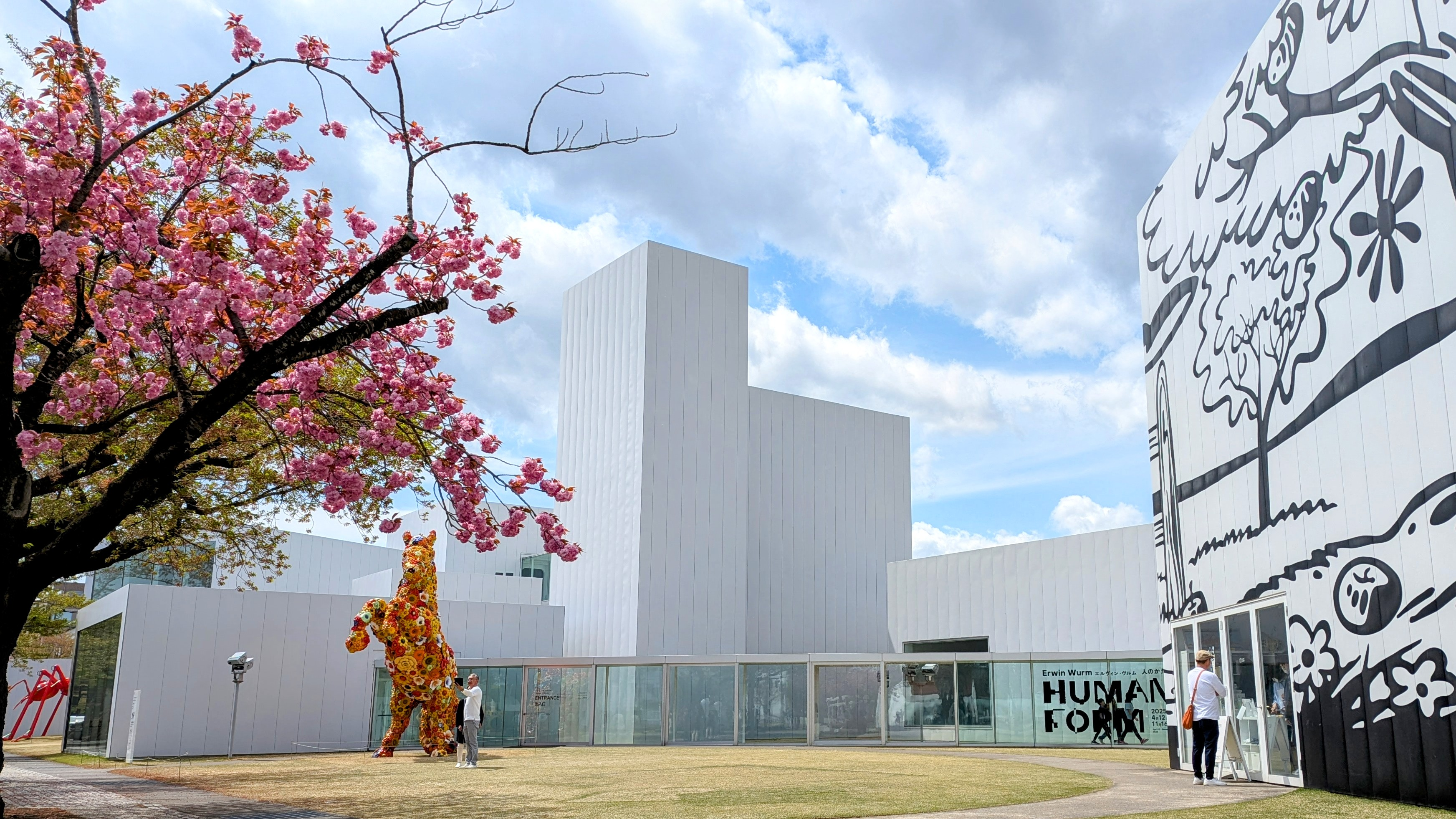
十和田市現代美術館

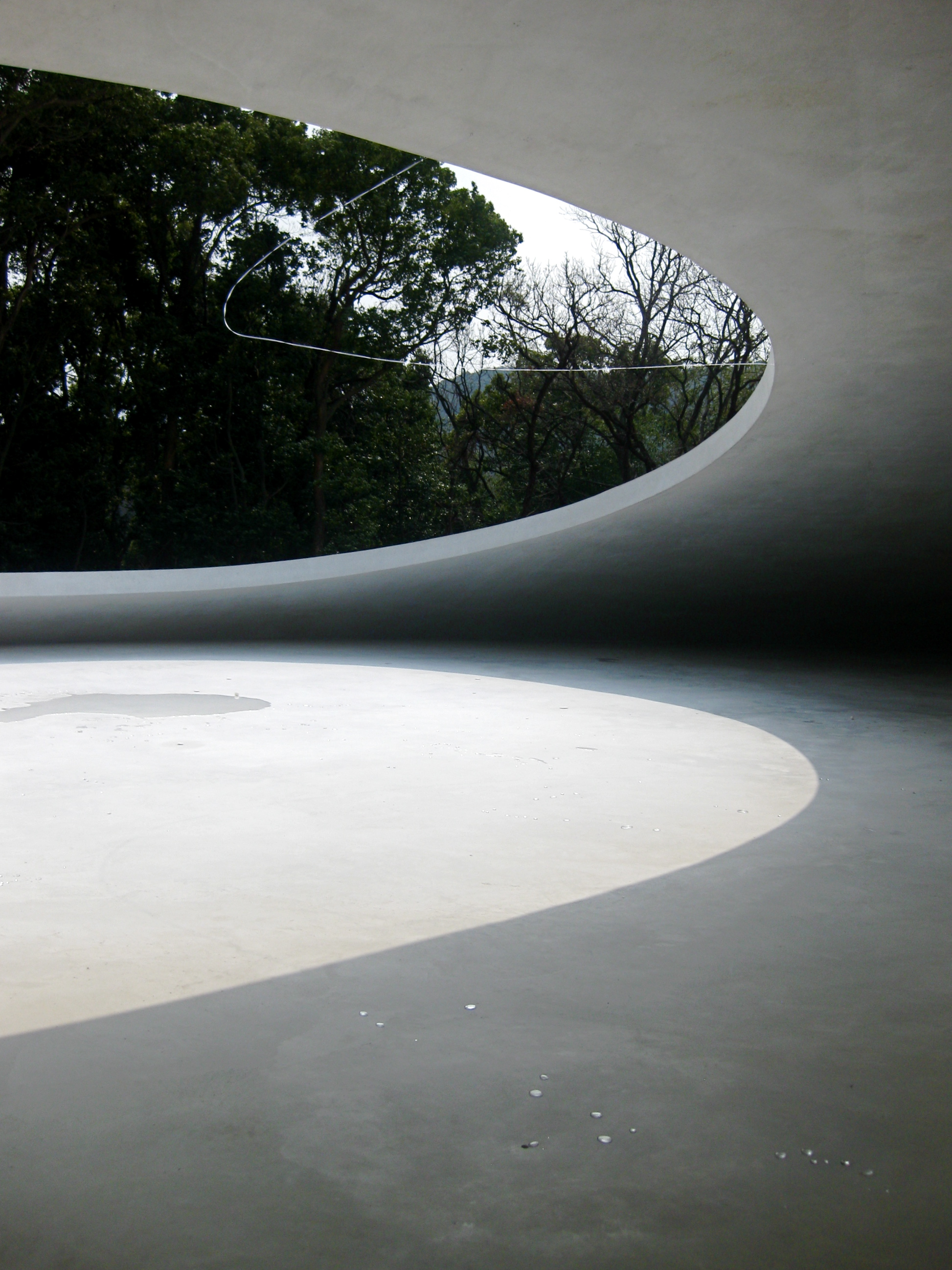
豊島美術館

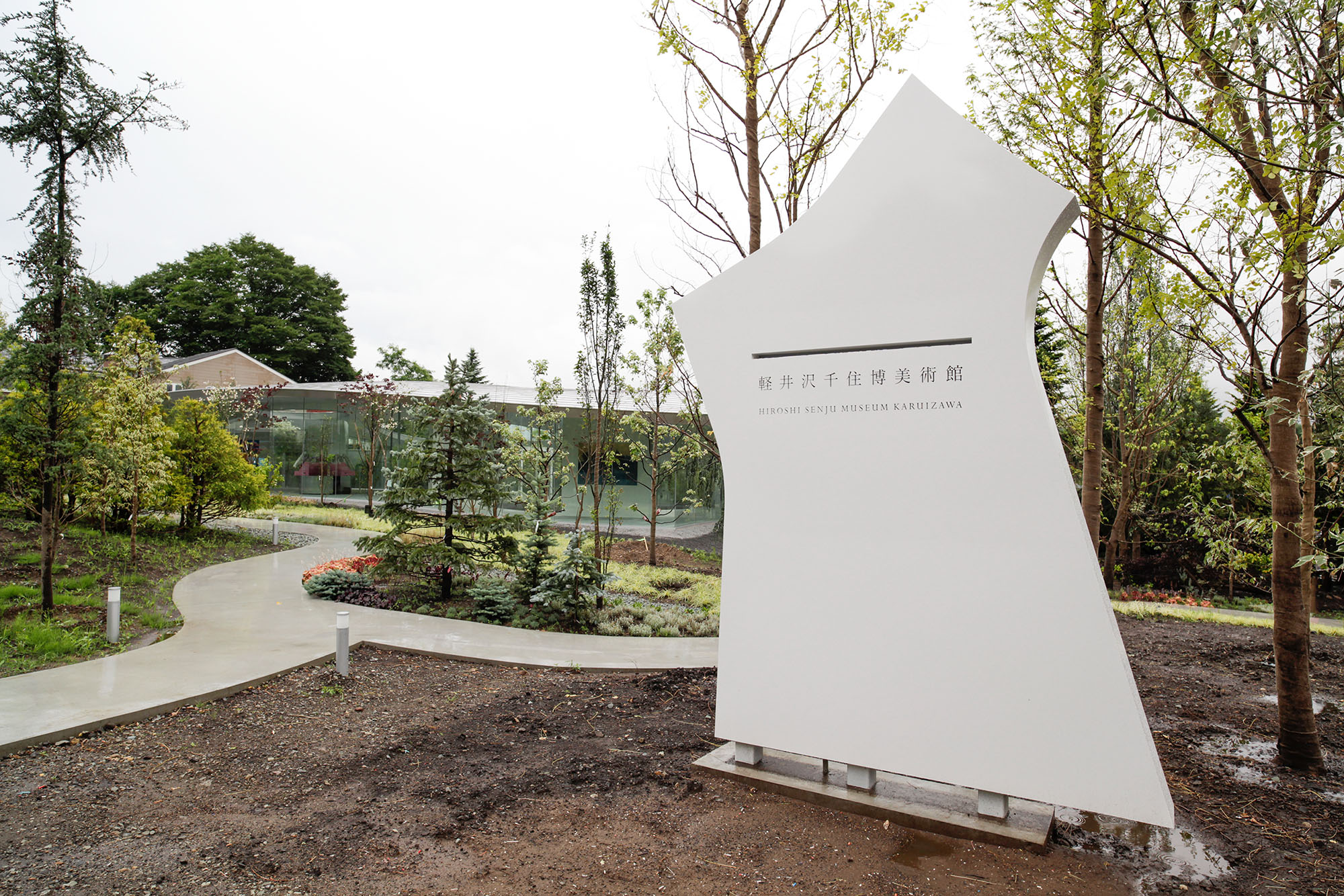
軽井沢千住博美術館

西沢立衛建築設計事務所名義の作品に限る。SANAA及び妹島和世建築事務所との共作はSANAAに掲載。
| 竣工年 | 名称                                    | 所在地         | 国   | 用途                | 備考     |
| ------ | --------------------------------------- | -------------- | ---- | ------------------- | -------- |
| 1998年 | ウィークエンドハウス                    | 群馬県碓氷郡   | 日本 | 専用住宅            |          |
| 1999年 | ペーパーショウ                          | 東京都港区     | 日本 | 展覧会会場構成      | 会期終了 |
| 2001年 | 鎌倉の住宅                              | 神奈川県鎌倉市 | 日本 | 専用住宅            |          |
| 2003年 | ラブプラネット展の会場構成              | 岡山県岡山市   | 日本 | 展覧会会場構成      | 会期終了 |
| 2004年 | 本村ラウンジ＆アーカイブ                | 香川県直島町   | 日本 | オフィス+ギャラリー |          |
| 2004年 | 船橋アパートメント                      | 千葉県船橋市   | 日本 | 集合住宅            |          |
| 2005年 | 森山邸                                  | 東京都         | 日本 | 専用住宅+集合住宅   |          |
| 2007年 | 小山登美夫ギャラリー代官山              | 東京都渋谷区   | 日本 | ギャラリー          | 現存せず |
| 2007年 | House A                                 | 東京都         | 日本 | 専用住宅            |          |
| 2008年 | 永井画廊                                | 東京都中央区   | 日本 | ギャラリー          |          |
| 2008年 | 十和田市現代美術館                      | 青森県十和田市 | 日本 | 美術館              |          |
| 2008年 | 横浜トリエンナーレ2008 新港ピア会場構成 | 神奈川県横浜市 | 日本 | 展覧会会場構成      | 会期終了 |
| 2010年 | 熊本駅東口駅前広場                      | 熊本市西区     | 日本 |                     |          |
| 2010年 | 豊島美術館                              | 香川県土庄町   | 日本 | 美術館              |          |
| 2011年 | 軽井沢千住博美術館                      | 長野県軽井沢町 | 日本 | 美術館              |          |
| 2012年 | ガーデン・アンド・ハウス                | 東京都         | 日本 | 専用住宅+オフィス   |          |
| 2012年 | Treform                                 | 東京都豊島区   | 日本 | 集合住宅            |          |
| 2013年 | 小豆島の葦田パビリオン                  | 香川県小豆島町 | 日本 | パビリオン          |          |
| 2013年 | 森の屋根ときのこ                        | 京都市左京区   | 日本 | パビリオン          |          |
| 2014年 | 寺崎邸                                  | 神奈川県       | 日本 | 専用住宅            |          |
| 2014年 | Cawaii Bread & Coffee                   | 東京都中央区   | 日本 | 店舗                | 改築     |
| 2014年 | 日本キリスト教団 生田教会               | 神奈川県川崎市 | 日本 | 宗教施設            |          |
| 2016年 | 徳田邸                                  | 京都府京都市   | 日本 | 専用住宅            | 改築     |
| 2018年 | 大八木邸                                | 東京都         | 日本 | 専用住宅            |          |
| 2018年 | House in Los Vilos                      | ロスヴィロス   | チリ | 専用住宅            |          |

## 主な著書
- 『妹島和世+西沢立衛/SANAA―WORKS1995‐2003』（TOTO出版、2003）
- 『GAアーキテクト (18) 妹島和世+西沢立衛 1987-2006―世界の建築家』（2005）
- 『建築をつくることは未来をつくることである 』（TOTO出版、2007）
- 『建築について話してみよう』（王国社、2007）
- 『続・建築について話してみよう』（王国社、2012）
- 『西沢立衛|西沢立衛建築設計事務所スタディ集』（INAX出版、2009）
- 『西沢立衛対談集』（編著、彰国社、2009）
- 『西沢立衛建築設計事務所ディテール集』（彰国社、2010）
- 『トウキョウ・メタボライジング』（TOTO出版、2010）
- 『美術館をめぐる対話』（集英社、2010）
- 『立衛散考』（エーディーエー・エディタ・トーキョー、2024）